# Trofee der Kampioenen golfbiljart
De Trofee der Kampioenen golfbiljart is een jaarlijks invitatietornooi. De eerste editie werd in 1970 georganiseerd in Vilvoorde en vond sindsdien ononderbroken plaats op verschillende locaties. Sinds 1999 was Beerzel de locatie.

## Selectiecriteria
De Trofee der Kampioenen is geen open kampioenschap, maar een invitatietornooi. Volgende kampioenen worden uitgenodigd:
- Trofeehouder van vorig jaar
- Kampioenen van België A, B, C en D reeks
- Kampioenen van België Dames hoog en laag
- Kampioen van België Jeugd
- Kampioen van België Beloften
- Kampioenen van België Oude Gloriën hoog en laag
- Kampioen van België Veteranen.
- Provinciale individuele kampioenen, Oude Gloriën en Beloften
- Individuele verbondskampioenen en de verbondskampioenen Oude Gloriën.

## Palmares
| Jaar | Plaats             | Winnaar              |
| ---- | ------------------ | -------------------- |
| 1970 | Vilvoorde          | Peeters Alfons       |
| 1971 | Beerzel            | Taelman Leo          |
| 1972 | Tienen             | Peeters Alfons       |
| 1973 | Ternat             | Otzer Pierre         |
| 1974 | Vilvoorde          | Peeters Alfons       |
| 1975 | Wilsele            | André Leopoldine     |
| 1976 | Anderlecht         | Peetermans Gerrit    |
| 1977 | Wilsele            | Taelman Leo          |
| 1978 | Herent             | Vervaeck Marcel      |
| 1979 | Herent             | Van Den Borre Hedwig |
| 1980 | Tessenderlo        | Van Den Borre Hedwig |
| 1981 | Herent             | Peetermans Gerrit    |
| 1982 | Duffel             | Mestrez Didier       |
| 1983 | Molenbeek          | Evers Hubert         |
| 1984 | Erembodegem        | De Backer Peter      |
| 1985 | Merelbeke          | Mestrez Didier       |
| 1986 | Mechelen           | Miseur Frans         |
| 1987 | Hofstade           | Conard Pierre-Albert |
| 1988 | Beerzel            | Cours Jean-Pierre    |
| 1989 | Beerzel            | Claes Jos            |
| 1990 | Beerzel            | De Backer Peter      |
| 1991 | Beerzel            | De Backer Peter      |
| 1992 | Beerzel            | Vervaeck Johan       |
| 1993 | Beerzel            | Galle Chris          |
| 1994 | Beerzel            | Vanoppen Bruno       |
| 1995 | Beerzel            | Bogaerts Danny       |
| 1996 | Merelbeke          | Ceulemans Benny      |
| 1997 | Liedekerke         | Ceulemans Benny      |
| 1998 | Leest              | Van Obbergen Dirk    |
| 1999 | Beerzel            | Conard Pierre-Albert |
| 2000 | Beerzel            | Winters Johnny       |
| 2001 | Beerzel            | Ceulemans Benny      |
| 2002 | Beerzel            | Vervaeck Johan       |
| 2003 | Beerzel            | Mossoux Erik         |
| 2004 | Beerzel            | Ceulemans Benny      |
| 2005 | Beerzel            | Donni Yves           |
| 2006 | Beerzel            | Donni Yves           |
| 2007 | Beerzel            | Ceulemans Benny      |
| 2008 | Beerzel            | Jordens Sven         |
| 2009 | Beerzel            | Ceulemans Benny      |
| 2010 | Beerzel            | Ceulemans Benny      |
| 2011 | Beerzel            | Wilms Steve          |
| 2012 | Beerzel            | Ceulemans Benny      |
| 2013 | Beerzel            | Van Schepdael Geert  |
| 2014 | Beerzel            | Ceulemans Benny      |
| 2015 | Beerzel            | Delaere Emmerson     |
| 2016 | Beerzel            | Van Schepdael Geert  |
| 2017 | Beerzel            | Cours Didier         |
| 2018 | Beerzel            | Ceulemans Benny      |
| 2019 | Beerzel            | Ceulemans Benny      |
| 2020 | Niet georganiseerd | Niet georganiseerd   |
| 2021 | Niet georganiseerd | Niet georganiseerd   |
| 2022 | Niet georganiseerd | Niet georganiseerd   |
| 2023 | Genk               | Croughs Mario        |
| 2024 | Genk               | Ceulemans Benny      |

## Individuele records
Aantal titelsCeulemans Benny (12)
Meervoudige winnaarsCeulemans Benny (12), De Backer Peter (3), Peeters Alfons (3), Conard Pierre-Albert (2), Donni Yves (2), Mestrez Didier (2), Peetermans Gerrit (2), Taelman Leo (2), Van Den Borre Hedwig (2), Van Schepdael Geert (2), Vervaeck Johan (2)
Aantal finalesCeulemans Benny (13)
Zichzelf opvolgende winnaarsVan Den Borre Hedwig (1979/1980), De Backer Peter (1990/1991), Ceulemans Benny (3 maal: 1996/1997, 2009/2010, 2018/2019), Donni Yves (2005/2006)